# 스와군

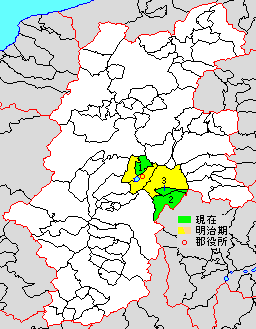
스와군의 위치 (1.시모스와정 2.후지미정 3.하라촌)

스와군(일본어: 諏訪郡, すわぐん)은 일본 나가노현의 군이다.
인구 39,319명, 면적 254.89km², 인구밀도 154명/km².(2025년 3월 1일, 추계인구)
이하 2정 1촌으로 구성된다。
- 시모스와정(下諏訪町)
- 후지미정(富士見町)
- 하라촌(原村)

## 군역
1879년 행정 구역으로 발족할 당시의 군역은 위의 2정 1촌에 오카야시·스와시·지노시를 더한 구역에 해당한다.

## 역사

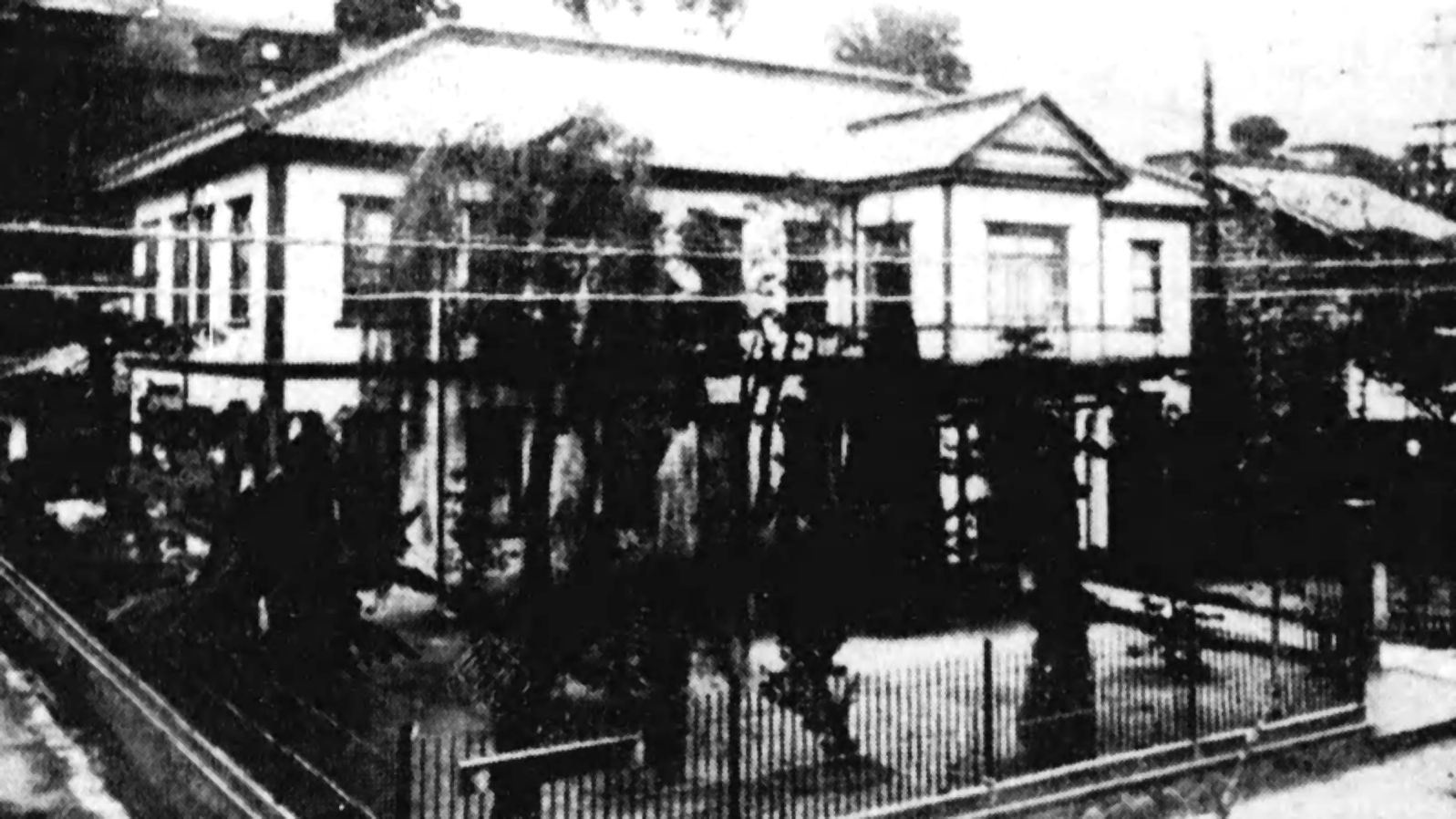
스와군 사무소

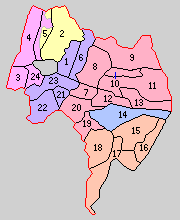
1.가미스와촌 2.시모스와촌 3.가와기시촌 4.히라노촌 5.오사치촌 6.시가촌 7.에이메이촌 8.요네자와촌 9.기타야마촌 10.고히가시촌 11.도요히라촌 12.다마가와촌 13.이즈미노촌 14.하라촌 15.혼고촌 16.사카이촌 17.오치아이촌 18.후지미촌 19.가나자와촌 20.미야가와촌 21.나카스촌 22.고나미촌 23.도요다촌 24.미나토촌 (보라:스와시 분홍:오카야시 빨강:지노시 등색:후지미정 노랑:시모스와정 파랑:하라촌)

- 1889년 4월 1일 - 정촌제 시행으로, 아래의 정촌이 발족.(24촌)
  - 가미스와촌(上諏訪村): 현 스와시
  - 시모스와촌(下諏訪村): 현 시모스와정
  - 가와기시촌(川岸村), 히라노촌(平野村): 현 오카야시
  - 오사치촌(長地村): 현 오카야시, 시모스와정
  - 시가촌(四賀村): 현 스와시
  - 에이메이촌(永明村), 요네자와촌(米沢村), 기타야마촌(北山村), 고히가시촌(湖東村), 도요히라촌(豊平村), 다마가와촌(玉川村), 이즈미노촌(泉野村): 현 지노시
  - 하라촌(原村): 현 하라촌
  - 혼고촌(本郷村), 사카이촌(境村), 오치아이촌(落合村), 후지미촌(富士見村): 현 후지미정
  - 가나자와촌(金沢村), 미야가와촌(宮川村): 현 지노시
  - 나카스촌(中洲村), 고나미촌(湖南村), 도요다촌(豊田村): 현 스와시
  - 미나토촌(湊村): 현 오카야시
- 1891년 4월 28일 - 가미스와촌이 정제 시행으로 가미스와정(上諏訪町)이 됨.(1정 23촌)
- 1893년 6월 30일 - 시모스와촌이 정제 시행으로 시모스와정(下諏訪町)이 됨.(2정 22촌)
- 1936년 4월 1일 - 히라노촌이 시제 시행과 개칭으로 오카야시(岡谷市)가 되어, 군에서 이탈.(2정 21촌)
- 1941년 8월 10일 - 가미스와정·도요다촌·시가촌이 합병하여, 스와시(諏訪市)가 발족, 군에서 이탈.(1정 19촌)
- 1948년 5월 3일 - 에이메이촌이 정제 시행과 개칭으로 지노정(ちの町)이 됨.(2정 18촌)
- 1955년
  - 1월 1일 - 미나토촌이 오카야시에 편입.(2정 17촌)
  - 2월 1일(2정 8촌)
    - 가와기시촌이 오카야시에 편입.
    - 지노정(ちの町)·미야가와촌·가나자와촌·다마가와촌·도요히라촌·이즈미노촌·기타야마촌·고히가시촌·요네자와촌이 합병하여, 지노정(茅野町)이 발족.

  - 4월 1일(3정 2촌)
    - 나카스촌·고나미촌이 스와시에 편입.
    - 후지미촌·사카이촌·혼고촌·오치아이촌이 합병하여, 후지미정(富士見町)이 발족.
- 1957년 3월 25일 - 오사치촌이 오카야시에 편입.(3정 1촌)
- 1958년
  - 7월 1일 - 시모스와정이 오카야시의 일부를 편입.
  - 8월 1일 - 지노정이 시제 시행으로 지노시(茅野市)가 되어, 군에서 이탈.(2정 1촌)
- 1983년 7월 27일 - 시모스와정과 오카야시·스와시의 스와호 상의 경계선이 확정.